# Kemalisme
Kemalisme (tyrkisk: Kemalizm), også kendt som Atatürkisme (tyrkisk: Atatürkçülük, Atatürkçü düşünce) eller de Seks pile (tyrkisk: Altı Ok), er statsideologien i Republikken Tyrkiet, og ideologien som Tyrkiet er grundlagt ud fra. Kemalisme blev defineret af Tyrkiets første præsident og landsfader Mustafa Kemal Atatürk, som grundlagde republikken i 1923, som følge af Osmannerrigets fald efter 1. verdenskrig. Ideologien bygger på seks grundlæggende principper; Republikanisme, nationalisme, sekularisme, populisme, etatisme og revolution, hvoraf mange af disse senere blev indført gennem Atatürks reformer.